# Javier Sicilia
Javier Sicilia Zardain (Città del Messico, 31 maggio 1956) è uno scrittore e attivista messicano. Nel marzo del 2011 divenne conosciuto oltretutto per il suo attivismo dopo l'assassinio di suo figlio e altri sei giovani a Temixco.

## Biografia
La sua passione per la letteratura viene da suo padre.
Studiò la filosofia all'UNAM, ed è stato fondatore e / o collaboratore di pubblicazioni come La Jornada, Proceso, Ixtus, Conspiratio, SERPAJ México, El Telar, Poesía, Los Universitarios e Cartapacios; membro del  Sistema Nacional de Creadores de Arte; e professore o segretario dell'Universidad La Salle Cuernavaca e dell'Universidad Autónoma del Estado de Morelos (UAEM).

## Premi
- 1990 - Premio Ariel
- 1993 - Premio Nacional de Literatura José Fuentes Mares
- 2009 - Premio Nacional de Poesía Aguascalientes
- 2011 - Global Exchange People's Choice Award
- 2011 - Presea Corazón de león
- 2011 – Person of the year, Time magazine[4]
- 2012 - XX Premio "Don Sergio Méndez Arceo"
- 2012 - Premio Voz de los Sin Voz
- 2017 -Premio Pakal de Oro
- 2018 - Reconocimiento Juan Gelman[5]

## Opera
Poesia
- Permanencia en los puertos (1982)
- La presencia desierta (1985)
- Oro (1990)
- Trinidad (1992)
- Vigilias (1994)
- Resurrección (1995)
- Pascua (2000)
- Lectio (2004)
- Tríptico del Desierto (2009)
- Vestigios (2013)

Romanzo
- El bautista (1991)
- El reflejo de lo oscuro F.C.E (1998)
- Viajeros en la noche (1999)
- A través del silencio (2002)
- La confesión (2008)
- El fondo de la noche (2012)
- El deshabitado (2016)